# Squadra dei serpenti
La Squadra dei serpenti (Serpent Squad) è un gruppo mercenario immaginario composto da criminali a tema serpente che appaiono nei fumetti statunitensi pubblicati dalla Marvel Comics. Nella maggior parte dei casi antagonisti di Capitan America, l'elenco è cambiato attraverso varie incarnazioni.

## Storia editoriale
La squadra originale è apparsa per la prima volta in Captain America and The Falcon (Vol. 1) n. 163 ed è stata creata da Steve Englehart (testi) e Sal Buscema (disegni). La seconda apparizione avviene in Captain America and The Falcon (Vol. 1) nn. 180-181 (dicembre 1974-gennaio 1975), realizzati da Steve Englehart (testi) e Sal Buscema (disegni), in cui i panni di Capitan America vengono indossati da Roscoe Simons (Steve Rogers, a causa dell'Impero segreto, indossa invece le vesti di Nomad I).
La Squadra dei serpenti va sott'acqua per l'affare della Corona del serpente, in 2 parti pubblicate in Marvel Two-in-One (Vol. 1) nn. 64-65 (giugno-luglio 1980), realizzate da Mark Gruenwald, Ralph Macchio (testi) e George Pérez (disegni). La Squadra incontra prima la Cosa con Stingray  e in seguito la Cosa con Triton.
La nuova formazione della Squadra dei serpenti di Viper II con la Società dei serpenti di Sidewinder appare in Captain America (Vol. 1) n. 310, realizzato da Mark Gruenwald (testi) e Paul Neary (disegni).
Dopo la morte di Steve Rogers durante Civil War, la Squadra dei serpenti di Sin attacca Nuovo Capitan America in Captain America (Vol. 5) n. 35 (aprile 2008), realizzato da Ed Brubaker (testi) e Jackson Guice (disegni).
Le tre storie della Squadra dei serpenti contro un Capitan America impotente appaiono in Captain America (Vol. 6) nn. 6-8 (continuity nn. 625-627, febbraio-aprile 2012), realizzati da Ed Brubaker (testi) e Alan Davis (disegni).

## Storia del gruppo
La Squadra dei serpenti fu fondata dall'originale Viper II dopo la fuga dalla prigione insieme a suo fratello, l'Anguilla, e Cobra. Il loro piano prevedeva di rovinare la reputazione di Capitan America usando false pubblicità. Capitan America si accorse presto di questo piano e, insieme a Falcon, sconfisse il trio e lo rimandò in prigione.
In seguito, Madame Hydra assassinò l'originale Viper (Jordan Stryke) e prese il suo alias. Riunì quindi la Squadra dei serpenti, esortando l'Anguilla a vendicare la morte del fratello. In quel periodo, la Principessa Pitone si unì al gruppo. Cobra non era disposto a servire Viper (Ophelia Sarkissian) e la sfidò in combattimento, ma fu facilmente sconfitto. Lavorando con il signore della guerra Krang nel tentativo di riportare in vita il continente perduto Lemuria, la Squadra Serpente subì un'imboscata da parte di Capitan America, allora nella sua identità Nomad, che sconfisse l'Anguilla e la Principessa Pitone. Alla fine Cobra si rivoltò contro Viper, la quale gli sparò alla schiena e riuscì a scappare, mentre Nomad portò di corsa Cobra in ospedale.
Una terza Squadra dei serpenti apparve molto più tardi, al soldo del dirigente della Roxxon Oil Hugh Jones. Al leader sul campo Sidewinder, insieme ai suoi compagni di squadra Anaconda, Mambo Nero e Marasso, fu ordinato di recuperare la Corona del Serpente e restituirla a Jones. Dopo una battaglia con la Cosa e Stingray, la Squadra dei serpenti portò a termine il suo compito. Tuttavia, Triton si unì alla battaglia e i tre eroi furono in grado di sconfiggere Anaconda, Marasso e Mambo Nero e di intrappolarli sotto il mare. Sidewinder fuggì e consegnò la Corona del Serpente a Hugh Jones. Anaconda liberò se stessa e i suoi compagni di squadra dal limo e i tre lavorarono come mercenari freelance, combattendo infine Iron Man. Su invito di Sidewinder, si unirono all'organizzazione criminale Società dei serpenti, così come fecero anche Cobra e la Principessa Pitone.
Mentre la Società dei Serpenti era attiva, una nuova Squadra dei Serpenti apparve improvvisamente a Las Vegas. I membri, Bitis, Fer-de-Lance, Cervone e Black Racer, commisero atti di terrorismo e furti in vari casinò. Sidewinder notò il gruppo e, dopo la loro sconfitta a opera di Capitan America, li liberò dalla prigione e li invitò a unirsi al suo gruppo. Tuttavia, erano effettivamente alle dipendenze di Viper e lei li usò per iniziare la sua acquisizione della Società dei Serpenti. La missione fu un fallimento, ma Copperhead, Fer-de-Lance, Puff Adder e Black Racer decisero di restare con la Società dei Serpenti. Bitis se ne andò poco dopo un conflitto con il Cobra.
Più recentemente, è emersa una nuova Squadra dei serpenti con Sin come leader, una nuova Viper, l'Anguilla (Edward Lavell) e il Cobra. Hanno attaccato la Casa Bianca sotto gli ordini di Teschio Rosso, ma Bucky, che indossa i panni di nuovo Capitan America, li ha affrontati e sconfitti tutti tranne Sin.